# اکامسول
اکامسول (به انگلیسی: Ecamsule) یک ترکیب شیمیایی با شناسه پاب‌کم ۶۴۴۲۰۰۳ است. که جرم مولی آن ۵۶۲٫۷۰ g/mol می‌باشد. 